# Gabriele Hasler

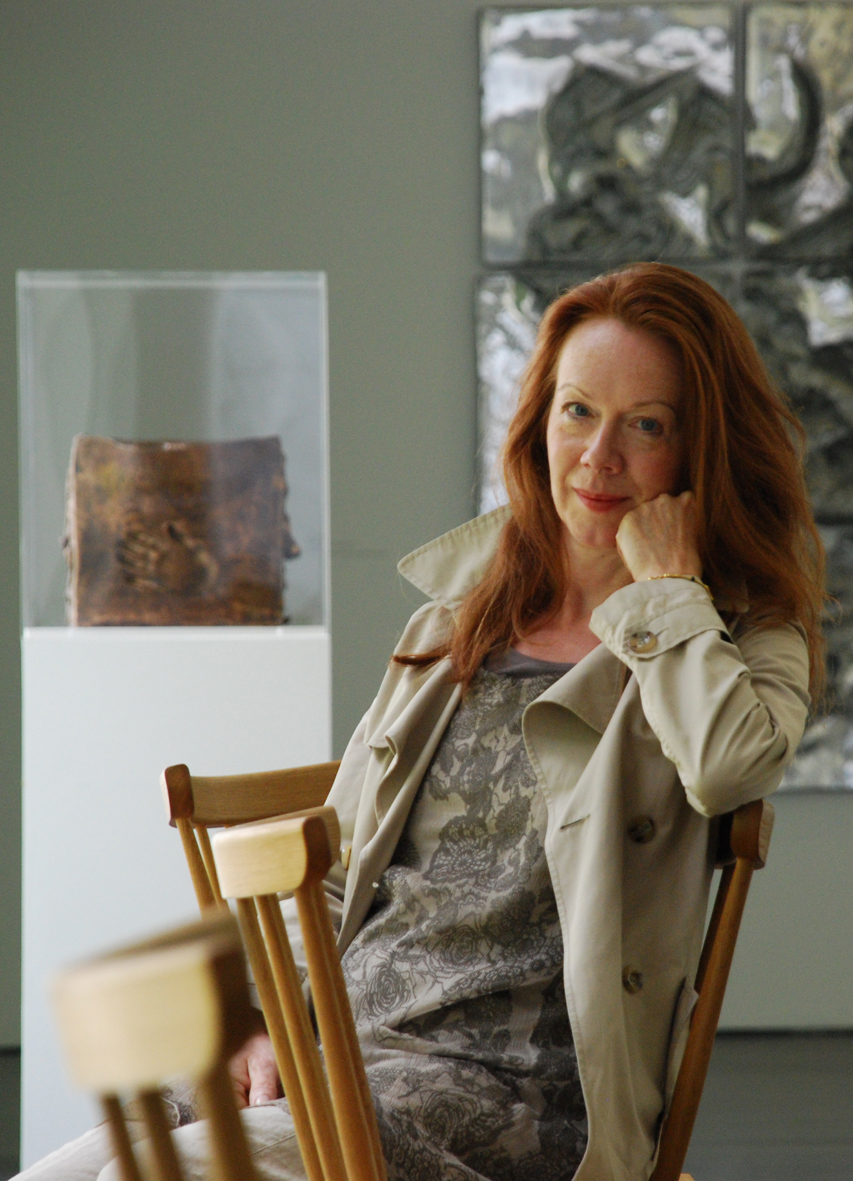
Gabriele Hasler

Gabriele Hasler (* 18. April 1957 in Wiesbaden) ist eine deutsche Sängerin, Multiinstrumentalistin und Komponistin.

## Leben und Wirken
Hasler, die in Stuttgart aufwuchs und von 1977 bis 1983 ein Lehramtsstudium an der Universität Bremen (Deutsch/Musik) durchführte, war ab 1977 Sängerin in Bands unterschiedlicher Genres (Folk, Rock, Neue Deutsche Welle). 1981 und 1983 nahm sie zusätzlich Unterricht am Berklee College of Music und setzte sich intensiv mit Jazz und improvisierter Musik auseinander. Sie ist heute eine genreübergreifende Musikerin, die am ehesten dem Jazz zugeordnet werden kann. 1986 erhielt sie als erste Frau den SWF-Jazzpreis und gründete ihr eigenes Plattenlabel „Foolish Music“, auf dem sie bisher (2018) 18 Veröffentlichungen vorgelegt hat. Sie betrieb zahlreiche künstlerische Projekte wie das Quartett "Foolish Heart" sowie zunächst als Duo bestehende Formationen mit dem Dichter Oskar Pastior und dem Saxofonisten Roger Hanschel. 
Als Solistin war Hasler an diversen Rundfunk- und Fernsehproduktionen beteiligt, so bei Claus Bantzers „Tu deinen Mund auf für die Stummen“ (für Kammerchor, Jazzensemble und Solostimme, NDR 1993), bei Bernd Konrads „Strange Fruit“ (für Sinfonieorchester, Jazzensemble und Solostimme, SWR 1995) sowie bei Dietmar Bonnens „Saxosythes“ (Kammerchor und Solostimme, Deutsches Chorfest Bremen, Radio Bremen 2008). Weiterhin arbeitete sie mit den Bigbands des SDR, NDR, WDR sowie beim Dänischen Rundfunk. Sie war auch an Projekten von Georg Ruby, Jörn Schipper und Ursel Schlicht beteiligt. 
Hasler veröffentlichte auch auf Thein Records, Leo Records, JazzHausMusik, Bear Records und Laika Records. Mit ihrem langjährigen Quartett Foolish Heart gastierte sie bei zahlreichen Festivals und bereiste für das Goethe-Institut die Maghrebstaaten, Südasien, die Türkei und Togo. Sie verfasste Auftragskompositionen u. a. für den NDR („sonetburger“), das Mutare Musiktheater („crossfade“), für die Kinderchöre des St. Petridoms Bremen („Die Stunde Welt“), für den Konzertchor Darmstadt („frösche und teebeutel“) und den Kammerchor Harvestehude („Study Nature“). 

### Musikalischer Ansatz
Zentral in Haslers musikalischem Schaffen steht der spielerische Umgang mit der menschlichen Sprache. Dabei überlagert oft der rein klangliche Aspekt von Worten deren eigentliche Bedeutungsebene. In ihren Kompositionen verwendet sie manchmal eine eigene Phantasiesprache, die sie selbst "Esperango" nennt. Zu ihrem Werk gehören sowohl Bearbeitungen klassischer Jazz-Standards als auch Vertonungen von Gedichten von Pastior oder von Gertrude Stein (Go In Green). Des Weiteren hat sie auf der CD Lovesongs Alte Musik von John Dowland verarbeitet.

### Lehrtätigkeiten
Hasler war langjährig als Dozentin für Jazzgesang an der Universität Oldenburg und anschließend an der Musikhochschule Frankfurt am Main tätig. Ihr Konzept der vokalen Gruppenimprovisation verfolgt sie mit „Klangbädern“, dem Improchor Bremen (2012 bis 2016) und mit „Luftschubsen“ (seit 2016). 

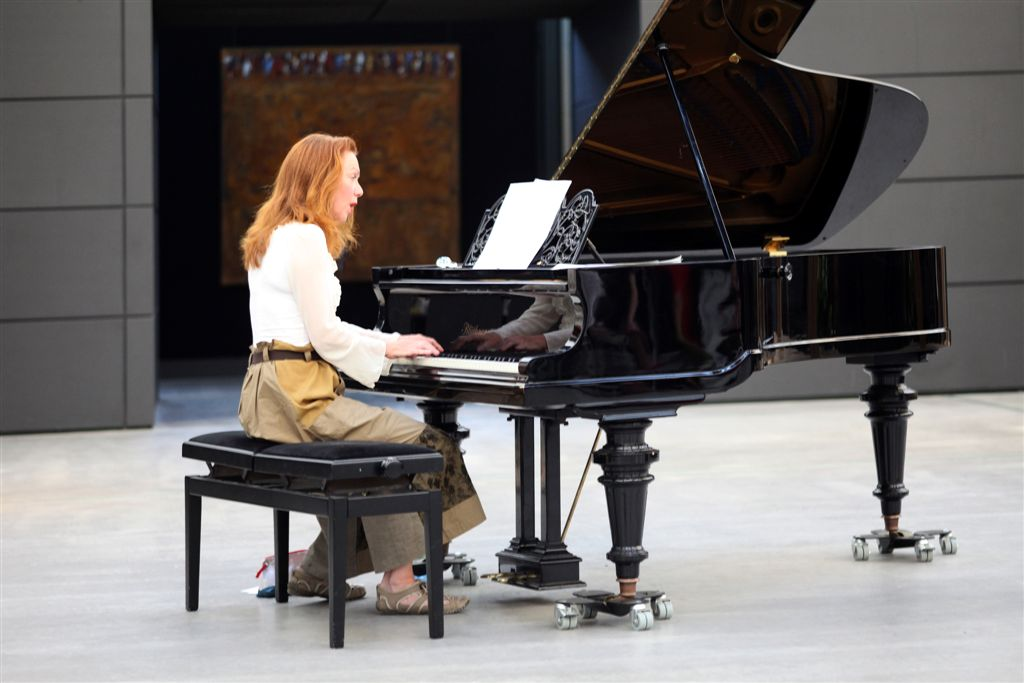
Gabriele Hasler am Flügel

## Diskographie (Auswahl)
- Crazy (1984) (Quintett)
- God Is a She (1986) (mit Bob Degen, Manfred Bründl und Jörn Schipper)
- dAs prOjekT (1988) (mit Quintett)
- Gabriele Haslers Personal Notebook (1990) (Quintett, mit Lars Lindvall)
- sonetburger (1993) (mit Elvira Plenar und Willers)
- Spider’s Lovesong (1995) (mit Ruby)
- Go In Green (1995) (mit Hanschel)
- Gabriele Haslers Rosenstücke (1997) (Septett)
- Familienglück (1997) (mit Hanschel und Hans Lüdemann)
- Pigeon (2002) (mit Hanschel)
- Lovesongs (2003) (mit Hanschel)
- Flow (2004) (solo)
- Frösche und Teebeutel (2006) (mit Pastior und Hanschel)
- G.bete 365 (2007) (solo)
- Im bauch der vokale (2013) (solo; Bestenliste 4/2013 zum Preis der Deutschen Schallplattenkritik)
- Fundstücke (2016) (mit Günter Baby Sommer)
- Herden und andere Büschel (Laika, 2020)

### Als Gastmusikerin (Auswahl)
- The Private Ear (1989, mit Willers und Louis Sclavis)
- Pago Libre: Extempora (1990, mit Lars Lindvall, John Wolf Brennan und Daniele Patumi)
- Strange Loops (1992 mit Ruby und Wollie Kaiser)
- Solitude (1993, mit German Marstatt und Wollie Kaiser)
- OrganIC VoICes (1994, mit John Wolf Brennan)
- Strange Fruit (1998, mit Bernd Konrad, Herbert Joos, Günter Lenz, Günter Sommer und der Südwestdeutschen Philharmonie Konstanz)